# Revolution (telessérie)
Revolution é uma série de televisão estadunidense de ficção científica criada por Eric Kripke. Estreou nos Estados Unidos no dia 17 de setembro de 2012. A primeira temporada teve um total de 20 episódios. A série segue em torno de um grupo de personagens lutando diariamente para sobreviver em um mundo onde a energia elétrica misteriosamente deixou de existir. Eric Kripke escreveu o roteiro enquanto J.J. Abrams e Bryan Burk (Fringe) entram uns nos outros, como produtores-executivos. Jon Favreau dirigiu o episódio-piloto.

Em 2013 a NBC anunciou a renovação da série, com uma temporada de 22 episódios.
A série foi cancelada após 2 temporadas pela NBC e tendo seu último episódio exibido em 9 de maio de 2014.
Os fãs começaram uma petição para renovar ou realocar Revolution e, em janeiro de 2018, a petição reuniu mais de 101.358 assinaturas com uma meta de 110.000.  A série  nunca foi renovada, mas uma série de quadrinhos em quatro partes apareceu em maio e junho de 2015, e encerrou a história.

## Elenco
- Tracy Spiridakos é Charlotte “Charlie” Matheson
- Graham Rogers é Danny Matheson
- Billy Burke é Miles Matheson
- David Lyons é Bass / General Sebastian Monroe
- Daniella Alonso é Nora Clayton
- Elizabeth Mitchell é Rachel Matheson
- Zak Orth é Aaron Pittman
- Giancarlo Esposito é Captain Tom Neville
- JD Pardo é "Nate Walker" / Jason Neville
- Maria Howell é Grace Beaumont
- Anna Lise Phillips é Maggie Foster
- Tim Guinee é Benjamin "Ben" Matheson

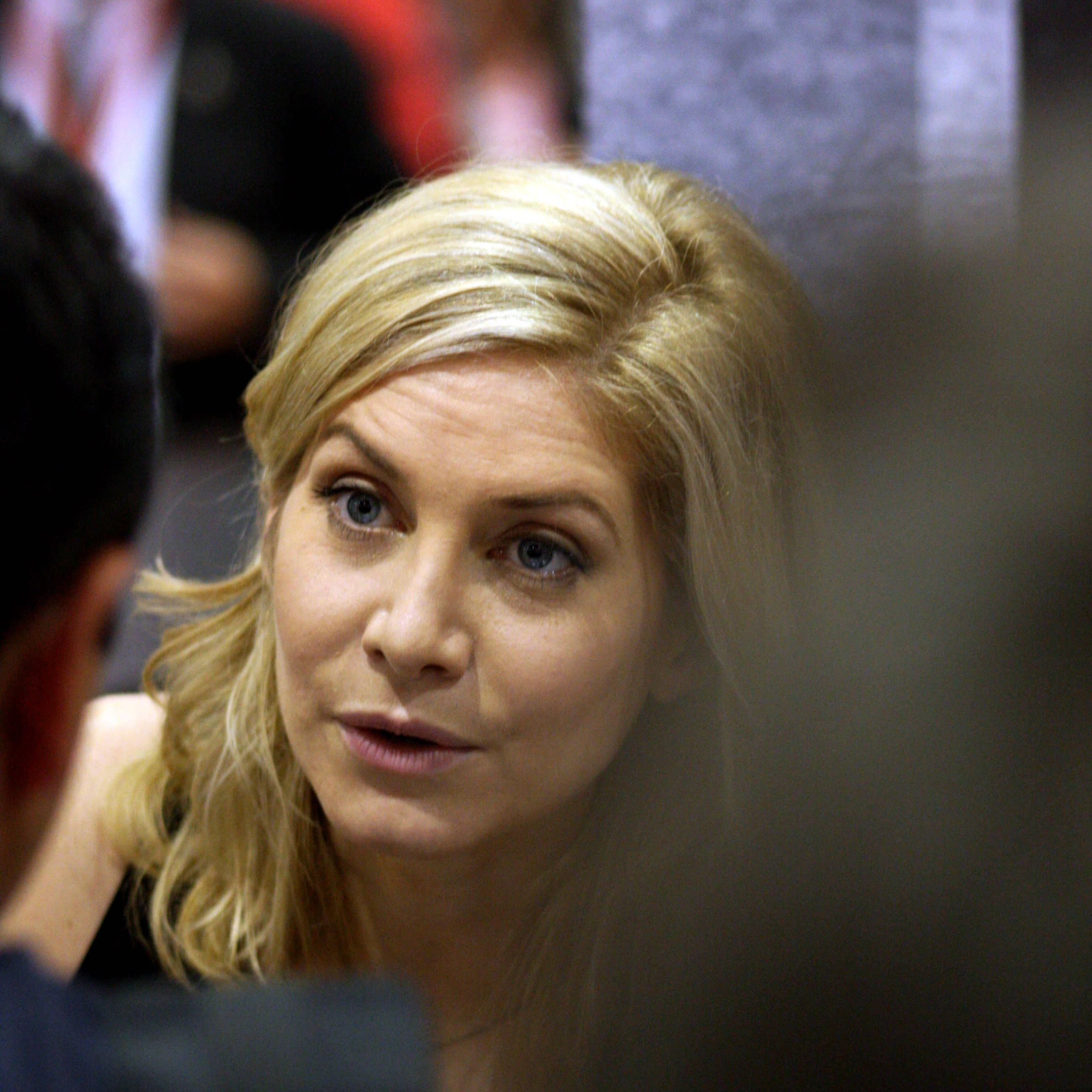
Elizabeth Mitchell (de Lost), é Rachel Matheson

.

## Recepção da crítica
Em sua 1ª temporada, Revolution teve recepção geralmente favorável por parte da crítica especializada. Com base de 32 avaliações profissionais, alcançou uma pontuação de 64% no Metacritic. Por votos dos usuários do site, atinge uma nota de 5.9, usada para avaliar a recepção do público.